# Илич, Данило
Данило Илич (серб. кир. Данило Илић; 27 июля 1890, Сараево, Австро-Венгрия — 3 февраля 1915, там же) — школьный учитель и журналист, участвовавший в убийстве эрцгерцога Австрии Франца Фердинанда и его жены 28 июня 1914 года.

## Биография
Данило Илич родился 27 июля 1890 года в Сараево, Австро-Венгрия.
Учился в Государственной педагогической школе в Сараево и какое-то время преподавал в школе в Боснии. В 1913 году Илич переехал в Белград, где стал журналистом и членом тайного общества «Чёрной руки».
В 1914 году Данило Илич вернулся в Сараево, где работал редактором местной сербской газеты. Вскоре он начал вербовать людей для «Чёрной руки», затем согласился помочь Гаврило Принципу, Неделько Чабриновичу и Трифко Грабежу убить эрцгерцога Франца Фердинанда летом 1914 года.

### Убийство Франца Фердинанда
В воскресенье, 28 июня 1914 года Франц Фердинанд и его жена Софи Хотек из Хоткова были убиты Гаврило Принципом. Гаврило Принцип и Неделько Чабринович были арестованы и затем допрошены полицией, оба придумали правдоподобные истории для отведения подозрений, однако Данило Илич, задержанный при плановой проверке, испугавшись, назвал имена всех заговорщиков. Мухамеду Мехмедбашичу удаётся бежать в Черногорию, а остальные заговорщики, Данило Илич, Велько Чубрилович (Veljko Čubrilović), Васо Чубрилович, Цветко Попович (Cvjetko Popović) и Мишко Йованович были арестованы и обвинены в измене и убийстве.

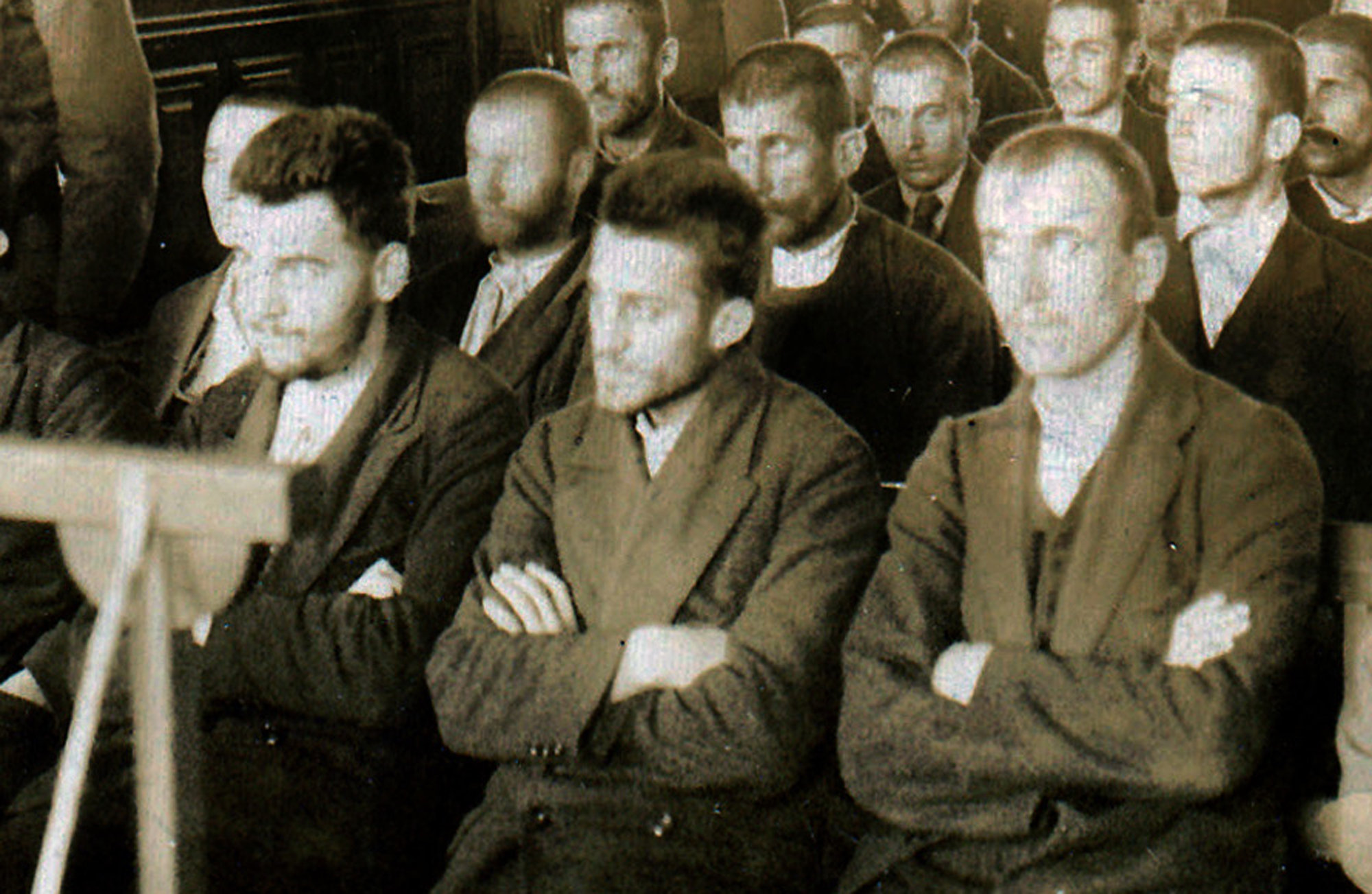
Судебный процесс в Сараево по делу о убийстве эрцгерцога Франца Фердинанда; на переднем плане слева направо — Неделько Чабринович, Гаврило Принцип и Данило Илич

Были осуждены восемь человек, обвинённых в государственной измене и убийстве эрцгерцога Франца Фердинанда. Согласно австро-венгерскому законодательству, смертная казнь не могла быть вынесена в отношении лица, не достигшего на момент совершения преступления 20 лет. Таким образом, Неделько Чабринович, Гаврило Принцип и Трифко Грабеж получили максимальное наказание в виде 20 лет заключения, в то время как Васо Чубрилович был приговорен к 16 годам, а Цветко Попович — к 13 годам. В то же время Данило Илич, Велько Чубрилович и Мишко Йованович, достигшие 20 лет на момент совершения преступления, были казнены 3 февраля 1915 года.